# 三硒代亚砷酸钾
三硒代亚砷酸钾是一种无机化合物，化学式为K3AsSe3。

## 制备
三硫代亚砷酸钾可由三硒化二砷、金属钾和硫在液氨中按化学计量比反应得到：
6 K + As2Se3 + 3 Se → 2 K3AsSe3
也可由三氧化二砷、碳酸钾和硒在氢气气氛中加热至750℃制得。